# Nix (satélite)

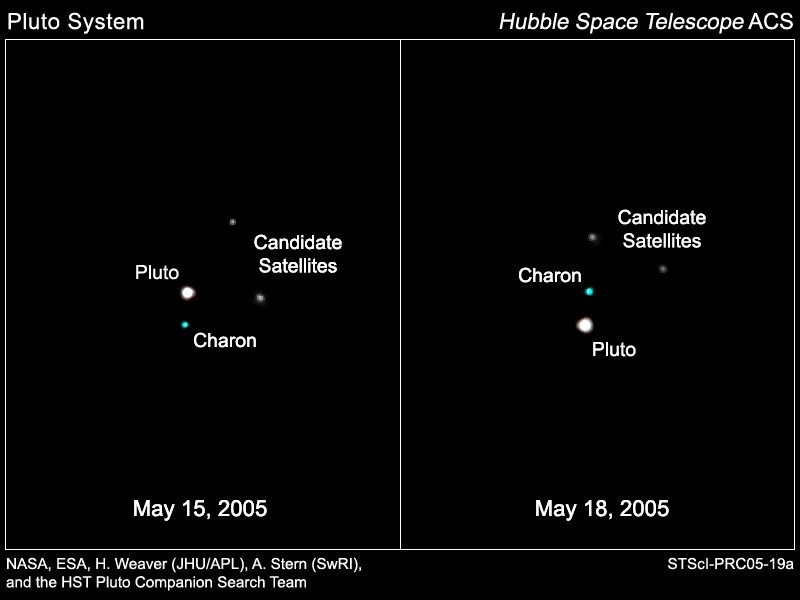
Imagens da descoberta de S/2005 P 2

Nix é um satélite natural de Plutão. Ele foi descoberto junto com Hidra em junho de 2005 e foi visitada pela sonda espacial New Horizons em julho de 2015, após uma viagem de 9 anos pelo sistema solar.

## Descoberta
Nix foi descoberto pela Equipe de Busca de Plutão do telescópio espacial Hubble, composta por Hal A. Weaver, S. Alan Stern, Max J. Mutchler, Andrew J. Steffl, Marc William Buie, William Merline, John R. Spencer, Eliot F. Young e Leslie A. Young.
As imagens da descoberta foram feitas em 15 de maio de 2005 e 18 de maio de 2005; as luas foram avistadas pela primeira vez por Max J. Mutchler em 15 de junho de 2005 e as descobertas foram anunciadas em 31 de outubro, depois de confirmações obtidas por outras observações. A lua foi provisoriamente designada S/2005 P 2.

## Órbita
A lua segue uma órbita circular no mesmo plano que Caronte. Seu período orbital de 24,9 dias é próximo a uma ressonância orbital de 1:4 com Caronte, mas a discrepância de tempo é de 2,7%, o que sugere que não há ressonância ativa. Uma hipótese que explica tal coincidência é que Nix se originou antes da separação entre Caronte e Plutão, a que se seguiu a formação das três luas conhecidas, e é mantida pela flutuação periódica local de 15% no campo gravitacional Plutão-Caronte.

## Características
Nix tem uma forma alongada, com seu eixo mais longo medido a 49,8 km de diâmetro e seu eixo mais curto medido a 31,1 km de diâmetro. Isso dá a Nix as dimensões medidas de 49,8 km × 33,2 km × 31,1 km.
A presença de gelo em sua superfície faz com que Nix tenha uma alta refletividade. Pesquisas iniciais mostraram que a superfície de Nix é de cor avermelhada. Ao contrário disso, outros estudos mostram que Nix é espectralmente neutro, semelhante às pequenas luas de Plutão.
A área avermelhada é considerada uma grande cratera de impacto onde o material avermelhado foi ejetado por baixo da camada de gelo de água de Nix e depositado em sua superfície. Nesse caso, Nix provavelmente teria regolitos originados do impacto. Outra explicação sugere que o material avermelhado pode ter se originado de uma colisão com Nix e outro objeto com uma composição diferente. No entanto, não houve variações significativas de cor em outras crateras de impacto em Nix.

### Rotação
Nix não é travado por maré e roda caoticamente de forma semelhante a todas as luas menores de Plutão; a inclinação axial da lua e o período de rotação variam muito em escalas de tempo curtas. Devido à rotação caótica de Nix, ele pode ocasionalmente virar todo o seu eixo de rotação. As influências gravitacionais variáveis de Plutão e Caronte enquanto orbitam seu baricentro causa a queda caótica das pequenas luas de Plutão. A queda caótica de Nix também é reforçada por sua forma alongada, que cria torques que agem sobre o objeto.

## Nome

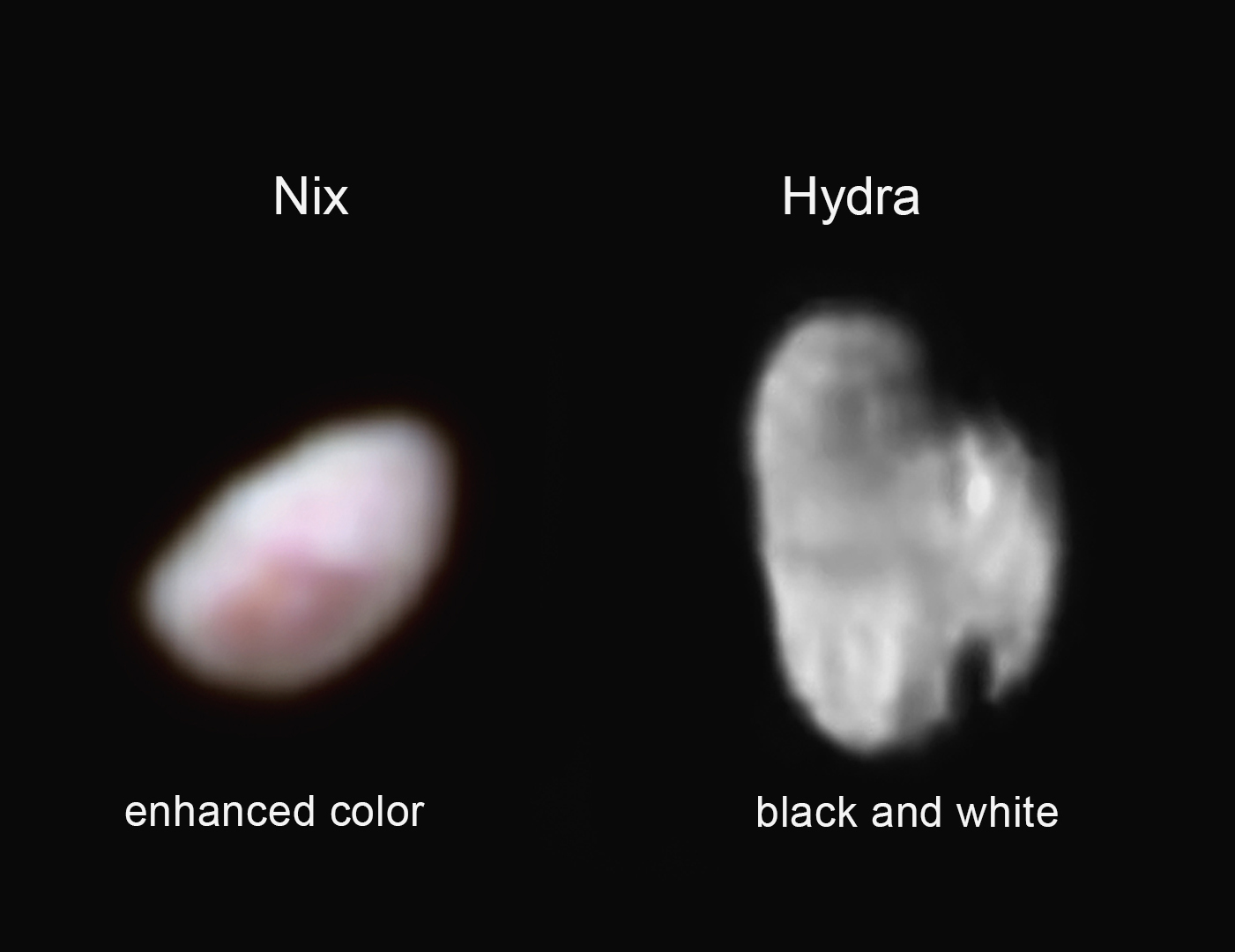
Nix (a esquerda) e Hydra (a direita), imagem capturada pela New Horizons em 15 de Julho de 2015.

A lua foi apelidada inicialmente de "Boulder", em homenagem à cidade onde os instrumentos do Hubble foram construídos. O nome formal "Nix", da deusa grega da escuridão e da noite, e mãe de Caronte, foi anunciado em 21 de junho de 2006, na Circular 8723 da UAI, onde a designação Plutão II também foi dada. Juntamente com Hidra, a terceira lua de Plutão, as iniciais são as da sonda New Horizons. A proposta inicial era usar a ortografia clássica Nyx, mas para evitar confusão com o asteróide 3908 Nyx, este foi mudado para "a ortografia egípcia do nome grego".